# 오타 가쿠지
오타 가쿠지(일본어: 太田 岳志, 1990년 12월 26일 ~ )는 일본의 축구 선수이다. 현재 J1리그의 교토 상가 FC에서 뛰고 있다.

## 구단 경력
그는 2013년부터 J리그의 FC 기후, 도쿄 베르디, 카탈레 도야마, 교토 상가 FC에서 뛰었다.